# Retimno

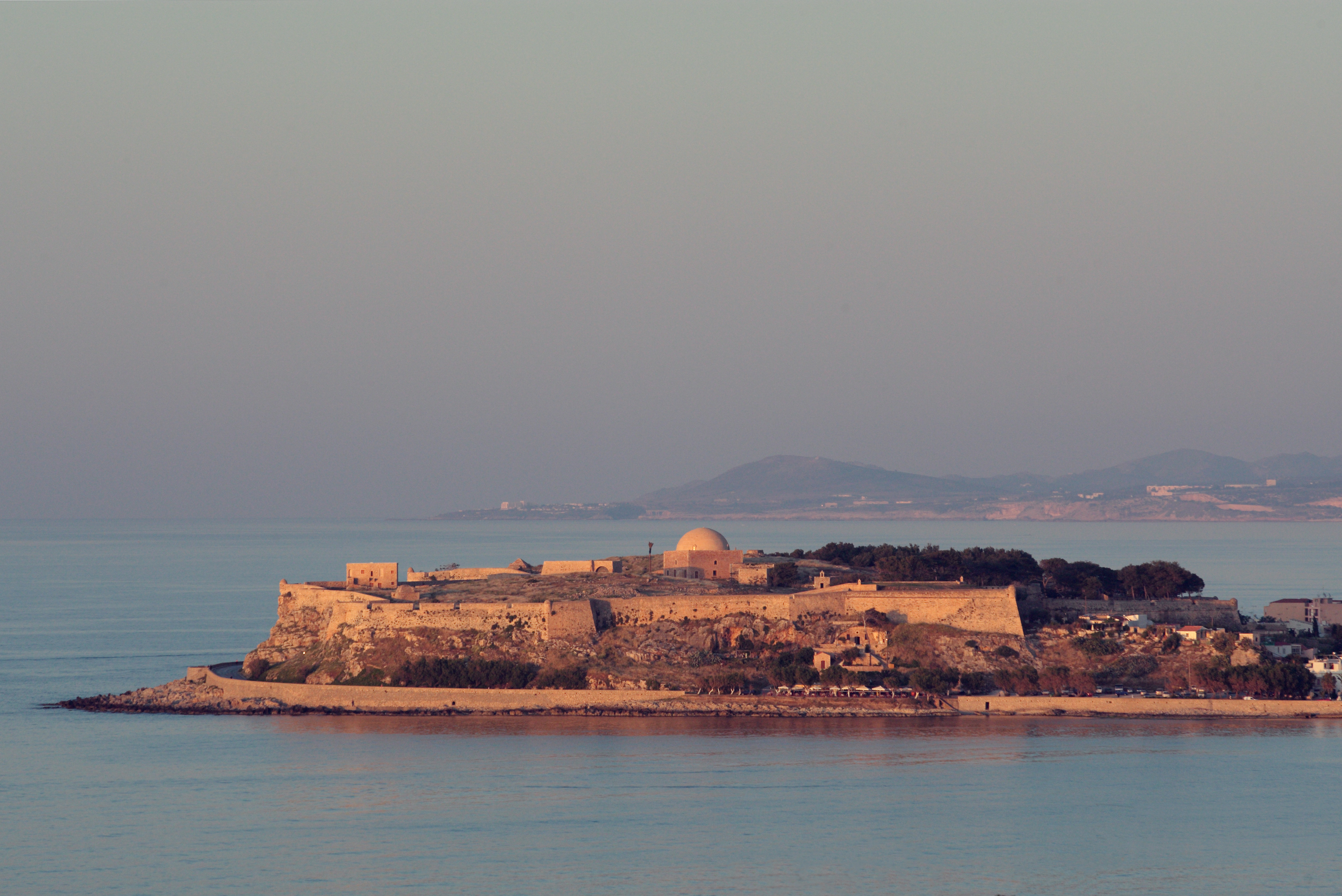
La Fortezza

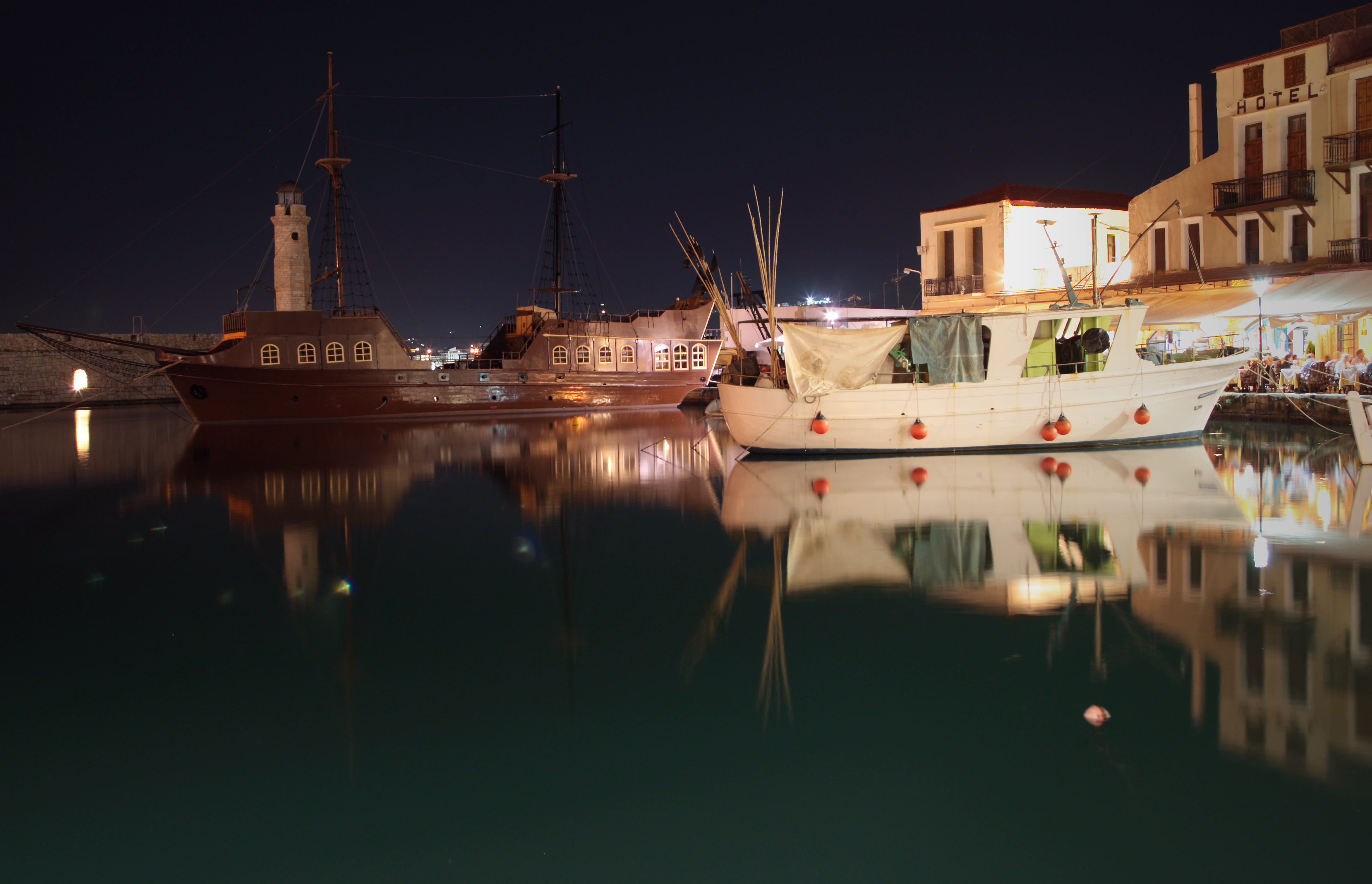
Retimno – stary port wenecki

Retimno (gr. Ρέθυμνο) – miasto w Grecji, na północnym wybrzeżu Krety, w administracji zdecentralizowanej Kreta, w regionie Kreta, w jednostce regionalnej Retimno. Siedziba gminy Retimno. W 2011 roku liczyło 32 468 mieszkańców.
Po Heraklionie i Chanii trzecie pod względem wielkości miasto na Krecie.

## Lokalizacja
Miasto leży w północnej części Krety, nad Morzem Kreteńskim, w połowie drogi biegnącej z Heraklionu do Chanii.
Szerokość wyspy (od północnego do południowego wybrzeża) wynosi w tym miejscu zaledwie 30 km. Przewężenie to oddziela dwa wysokie pasma górskie: Lefka Ori na zachodzie od gór Ida (Oros Idi) na wschodzie, zwanych czasem Psiloritis od znajdującego się tam najwyższego szczytu Krety – Psiloritis (2456 m n.p.m.) .
Mimo górskiego charakteru, okolice Retimno są dość gęsto zaludnione. Położone na zboczach górskich wioski sprawiają wrażenie otoczonych sadami owocowymi i gajami oliwnymi.

## Historia
W okresie popałacowym w historii kultury minojskiej na wschód od obecnej fortecy istniała osada, dowodem na to są odnalezione przez archeologów groby i gliniane naczynia.
W okresie grecko-rzymskim pod nazwą Rithymna było ważnym ośrodkiem handlowym. W czasach bizantyjskich nie miało już tak istotnego znaczenia. W IX i X wieku n.e. było okupowane przez Arabów. Podczas okupacji weneckiej (od XIII wieku) stało się trzecim (po Heraklionie i Chanii) ośrodkiem gospodarczym i kulturalnym Krety pod nazwą Rettimo.
Okresem największej świetności miasta był wiek XVI i początek XVII – Retimno słynęło wówczas jako jeden z głównych ośrodków nauki i sztuki. Z tego okresu pochodzi potężna forteca (La Fortezza) i port z latarnią morską. Twierdzę zbudowali Wenecjanie pod koniec XVI wieku dla obrony przed piratami (słynnym Barbarossą) i wzrastającą siłą państwa Osmanów. Pod koniec tego okresu świetności powstało jeszcze ostatnie dzieło Wenecjan – fontanna Rimondi, wzniesiona w 1626 roku.
W 1645 roku miasto zajęły wojska tureckie. Wenecjanie wraz z mieszkańcami (ok. 8500) wycofali się do fortecy, gdzie bronili się jeszcze przez 23 dni. Okupacja turecka trwała aż do 1897 roku.
Wygląd miasta w tamtym okresie zmienił się tak bardzo, że nabrało ono cech typowo muzułmańskich. Większość kościołów zburzono lub przekształcono w meczety.
Od 1898 roku Kreta była autonomicznym państwem z własną konstytucją i rządem. W 1913 roku wyspa została przyłączona do Grecji, a w 1923 roku z Retimno i z całej Krety wysiedlono pozostałych tam Turków oraz zislamizowanych Greków. W ich miejsce przybyła ludność grecka (prawosławna) z Azji Mniejszej w ramach dokonanej wtedy wymiany ludności. Rethymnon zaczął się szybko rozwijać intelektualnie i ekonomicznie (z przerwą podczas okupacji hitlerowskiej w latach 1941-1944).
Szczególnemu dla Greków epizodowi dziejów miasta w przełomowych latach 1898-1923 poświęcił Kronikę pewnego miasta Pandelis Prevelakis – urodzony w Rethimno jeden z najwybitniejszych prozaików greckich.

## Walory turystyczne
Wzdłuż wybrzeża ciągnie się plaża piaszczysta, przy której znajdują się liczne hotele. Miasto ma starówkę z wąskimi uliczkami, licznymi zabytkami tureckimi i weneckimi oraz górującą nad miastem potężną fortecę wenecką.

## Miasta partnerskie
- Puszkin (Rosja)